# Deboreč
Deboreč je zalesněný vrch Vlašimské pahorkatiny o výšce 598 m n. m. patřící do území lidově zvaného Česká Sibiř.
Okolo vrchu vede železniční trať Praha – České Budějovice, která je součástí IV. železničního koridoru. V roce 2020 byl pod vrchem proražen stejnojmenný tunel o délce 660 m v rámci modernizace trati v úseku Sudoměřice u Tábora – Votice, která zrychlí dopravu.
Na vrcholu se nachází staré, doposud nedatované hradiště.